# Покутний, Николай Гаврилович
Николай Гаврилович Покутний, другой вариант фамилии — Покутный (18 февраля 1927 года — 2 мая 1984 года) — горновой доменного цеха Енакиевского металлургического завода Сталинского совнархоза. Герой Социалистического Труда (1958).
Получил рабочую профессию в школе фабрично-заводского обучения № 12. Трудился горновым в доменном цехе Енакиевского металлургического завода.
Указом Президиума Верховного Совета СССР от 19 июля 1958 года «за выдающиеся успехи, достигнутые в деле развития чёрной металлургии» удостоен звания Героя Социалистического Труда с вручением ордена Ленина и золотой медали «Серп и Молот».
Скончался в 1984 году.